# Четиридесет и пети конгрес на Македонската патриотична организация
Четиридесет и петият конгрес на Македонските патриотични организации (МПО) се провежда от 3 до 6 септември 1966 година в Кливлънд, Охайо, САЩ. Конгресът е посветен на 1050-годишнина от смъртта на Климент Охридски, а основен лозунг е „Македония – Швейцария на Балканите“. Централният комитет на МПО се запазва непроменен: Петър Ацев (председател), Христо Анастасов и Благой Марков (подпредседатели), Борислав Иванов (секретар).